# Nephrotoma caudifera
Nephrotoma caudifera är en tvåvingeart som beskrevs av Alexander 1935. Nephrotoma caudifera ingår i släktet Nephrotoma och familjen storharkrankar.
Artens utbredningsområde är Taiwan. Inga underarter finns listade i Catalogue of Life.